# Tchianhoun-Cossi
Tchianhoun-Cossi è un arrondissement del Benin situato nella città di Matéri (dipartimento di Atakora) con 8 989 abitanti (dato 2006).